# Mark Ernestus
Mark Ernestus est un producteur de musique électronique né en 1963 et vivant à Berlin, dont les compositions vont du dub à la minimale.
En 1989 il fonde le célèbre magasin de disques Hard Wax, spécialisé dans les musiques électroniques.
Il compose avec Moritz von Oswald le duo Basic Channel (également appelé Maurizio) ; ensemble ils ont également fondé plusieurs labels, sur lesquels sortent leurs productions : Chain Reaction, Rhythm & Sound, Burial Mix, Main Street, Imbalance. Les deux musiciens sont aussi connus en duo sous le nom de Rhythm & Sound, pour leurs productions en collaboration avec Tikiman (Paul St. Hilaire), Cornell Campbell, Jennifer Lara, Willi Williams et Sugar Minott.
À partir de 2008 il s'intéresse en particulier à la musique africaine, notamment le Mbalax, qu'il découvre en 2008 au cours d'un festival au Danemark ; il rencontre Bakane Seck et produit un album avec Jeri-Jeri sur le label Ndagga qu'il fonde en 2012, 800% Ndagga.